# خوزه رابیا بارکیا
خوسه روبیا بارسیا (اسپانیایی: José Rubia Barcia‎; ۳۱ ژوئیهٔ ۱۹۱۴ – ۶ آوریل ۱۹۹۷) نویسنده، مترجم و منتقد ادبی اهل اسپانیا بود.

## جوایز
خوسه روبیا به همراه کلیتون اشلمن برای ترجمه «اشعار کامل پس از مرگ سزار وایهو» برنده جایزه کتاب ملی در سال ۱۹۷۹ شدند.
وی همچنین برندهٔ جوایزی همچون کمک‌هزینه گوگنهایم شده‌است.